# Edward Willes
Edward Willes (Warwickshire, 6 marzo 1693 – Londra, 24 novembre 1773) è stato un vescovo anglicano britannico.

## Biografia
Nato a Bishop's Itchington, villaggio del Warwickshire, Edward era figlio del reverendo John Willes e di sua moglie, Anne (o Mary) Walker, figlia a sua volta di sir William Walker, sindaco di Oxford. La sua famiglia apparteneva ad un ramo minore della famiglia Willes di Newbold Comyn e suo fratello fu sir John Willes, per lungo tempo Chief Justice of the Common Pleas. Edward studiò all'Oriel College di Oxford dove ottenne il baccalaureato nel 1712. Qui apprese la crittografia con William Blencowe ed imparò  fluentemente il latino, il francese, lo spagnolo e lo svedese.
Nel 1716 divenne decifratore ufficiale di re Giorgio II di Gran Bretagna e si distinse in particolare nel decifrare messaggi tra il diplomatico svedese Georg Heinrich von Görtz ed i sostenitori della causa giacobita. Venne ricompensato dal governo per il suo servizio con la concessione a vita della parrocchia di Barton in the Clay, nel Bedfordshire, che mantenne dal 1718 al 1730.
Successivamente decifrò la corrispondenza tra Francis Atterbury, vescovo di Rochester, e gli esiliati giacobiti tra il 1719 ed il 1722. Le prove da lui prodotte vennero utilizzate nel processo contro Atterbury che gli valsero l'esilio dall'Inghilterra, mentre Willes fu nominato canonico dell'abbazia di Westminster a Londra. Divenne poi decano della cattedrale di Lincoln dal 1730 al 1743.
Nel 1743 divenne vescovo di St. Davids e l'anno successivo venne promosso alla sede episcopale di Bath e Wells. Durante il suo episcopato fece restaurare il palazzo dei vescovi di Wells.
Willes ebbe con sua moglie Jane cinque figli maschi e quattro femmine. Fu un uomo molto popolare e rispettato nella sua comunità.
Willes morì a Londra nel 1773, e fu sepolto il 1º dicembre di quello stesso anno nell'abbazia di Westminster. Fu il trisavolo paterno di Charles Brooke, raja di Sarawak.